# Bob Wijnberg
Abraham (Bob) Wijnberg (Groningen, 17 oktober 1913 - Leusderheide, 19 juli 1943) was een Nederlandse verzetsstrijder van Joodse afkomst tijdens de Tweede Wereldoorlog. Hij was actief binnen de Ordedienst en werd in juli 1942 in Ede aangehouden. Een jaar later werd hij geëxecuteerd. 

## levensloop

### Vroege jaren
Wijnberg was de jongste zoon van Mozes Wijnberg en Estella Cohen. Hij had twee oudere zusters. Zijn ouders waren de eigenaren van Hotel Wijnberg in Zwolle. Het gezin waarin Wijnberg opgroeide was traditioneel Joods, in de zin dat het huishouden koosjer was en alle feestdagen werden gevierd. Wijnberg zelf hield zich niet bepaald aan de spijswetten. Wel was hij actief in de linkse zionistische jeugdbeweging. Zijn vrouw Mimi Gobits (1914-1990) leerde hij kennen bij de Nederlandse Zionistenbond. Zij waren van plan om naar Palestina te emigreren. Wijnberg woonde daar van 1934, maar slaagde er niet in vast werk te vinden, waarna hij terugkeerde naar Nederland. 
Voor de oorlog had Wijnberg Mein Kampf gelezen en wilde het liefst emigreren naar Australië. Daar waren echter geen mogelijkheden voor. Voor de oorlog volgde hij wel een militaire opleiding bij de Vrijwillige Landstorm. 

### Verzetswerk
Rond november 1941 werd Wijnberg benaderd door de Haagse gemeenteambtenaar Willem Hertly die hem wierf voor de Ordedienst. Via Hetty kreeg hij een vervalst persoonsbewijs dat op naam stond van Bernard van der Wal. Over zijn precieze activiteiten bij de Ordedienst is weinig bekend. Mogelijk hield hij zich bezig met spionage en waarschijnlijk was hij betrokken bij een mislukte aanslag op een WA-man een zekere, Van de Sande.

### Arrestatie
Wijnberg was actief binnen een OD-groep die onder leiding stond van Willem d'Aquin. D'Aquin was in aanraking gekomen met Anton van der Waals die D'Aquin er van wist te overtuigen dat hij een geheim agent voor de Engelsen was. In feite werkte hij als Vertrauensmann voor Joseph Schreieder van de Gestapo. Van der Waals kondigde aan dat er een dropping zou plaats vinden op 24 juli 1942. Het verzamelpunt was het huis aan de Burgemeester Prinslaan 66 in Ede. D'Aquin regelde een aantal helpers die zouden meewerken aan de dropping. Alle helpers werden een voor een door Van der Waals opgepikt op Station Ede-Wageningen. Bij binnenkomst werden zij door de SD gevangen genomen. Die dag vielen twaalf OD'ers in Duitse handen, waaronder D'Aquin en Wijnberg. Wijnberg had op dat moment twee pistolen bij zich.
Zestien dagen voor zijn arrestatie was Wijnbergs vrouw bevallen van hun eerste dochtertje, Chawwa. Chawwa Wijnberg (1942-2019) zou later bekendheid genieten als beeldend kunstenares. Er is een foto bekend van Abraham Wijnberg met zijn dochter. Vrijwel direct nadat hij in handen van de Duitsers vielen besloot zijn vrouw met kind onder te duiken. Zij vonden uiteindelijk onderdak op een boerderij in Ilpendam en overleefden de oorlog.

### Veroordeling en executie
Wijnberg zelf kwam via het zogeheten Oranjehotel in Scheveningen terecht in Kamp Amersfoort. Op 15 maart 1943 begon het Tweede OD-proces in Utrecht, waarbij Wijnberg met 99 anderen werd aangeklaagd. Eenentwintig OD-ers werden ter dood veroordeeld, waarvan vier later gratie kregen. Op 29 juli 1943 werden zestien man, waaronder Wijnberg gefusilleerd op de Leusderheide. Adriën Moonen werd wegens ziekte een week later doodgeschoten.